# La Cream
A La Cream egy rövid életű svéd Eurodance-együttes volt az 1990-es évek végén. Egy nagylemezük és négy sikeresebb kislemezük jelent meg. Az együttes tagjai Tess Mattisson énekesnő és a DJ/producer-duó, Freddie Hogblad és Ari Lehtonen (művésznéven Andréz) voltak. Dalaikat angol, spanyol és francia nyelven adták elő. 2000-re az együttes feloszlott, Tess Mattisson pedig szólókarrierbe kezdett.

## Diszkográfia

### Nagylemez
- Sound & Vision (1998)

### Kislemezek
- Château d'Amour (1997)
- You (December 1998)[1]
- Say Goodbye (1999. június 11.)
- Free (1999)

## Fordítás
- Ez a szócikk részben vagy egészben  a   La Cream című angol Wikipédia-szócikk ezen változatának fordításán alapul.  Az eredeti cikk szerkesztőit annak laptörténete sorolja fel. Ez a jelzés csupán a megfogalmazás eredetét és a szerzői jogokat jelzi, nem szolgál a cikkben szereplő információk forrásmegjelöléseként.